# 伊勢神峠
伊勢神峠（いせがみとうげ）は、愛知県豊田市（旧足助町）にある峠。

## 概要
標高は780メートル。東加茂郡（旧足助町）と北設楽郡（旧稲武町）の境に位置し、かつては飯田街道の難所だったが多くの中馬や善光寺への参拝者がこの峠を往来した。古くは石神峠、石亀峠などと呼ばれていたが、文久4年（1864年）に稲橋村（現・豊田市稲武町）の庄屋・古橋家の6代当主であった古橋源六郎暉皃によって伊勢神宮遥拝所が峠に設けられ、伊勢拝峠と改められたという。
1897年（明治30年）に標高705メートルの位置に伊世賀美隧道が、1960年（昭和35年）には標高640メートルの位置に国道153号（飯田街道）の伊勢神トンネルが開通した。かつての街道は東海自然歩道の一部として利用されている。
現在伊勢神トンネルの大型車の離合いに問題がある等の為、バイパスの建設が行われている。